# Acte sur les Gurdwaras de 1925
L'Acte sur les Gurdwaras de 1925 connue sous le nom anglais de Sikh Gurdwaras Act 1925 est une loi qui a été prise pour gérer et administrer les Gurdwārās, les temples sikhs suivant des règles démocrates. À la fin du XIXe siècle il y eut des forces comme le mouvement Singh Sabha qui ont voulu prendre le contrôle des dits temples. Immoralité, des cultes hors du sikhisme, la vente des terrains où se situaient les gurdwaras étaient aussi de mise, ce qui a amené l'état du Pendjab a créé une loi sur les Gurdwaras en 1925. Le Comité Shromani Gudwara Parbandhak a alors été créé avec à sa tête des administrateurs élus. La volonté première est née en fait en 1920 pour gérer le Temple d'Or, l'Harmandir Sahib. Aujourd'hui le Comité gère les gurdwaras sur trois États : le Pendjab, l'Haryana et l'Himachal Pradesh. À Delhi par exemple il existe un autre comité, mais respectueux de la démocratie.

## Source
- (en) Cet article est partiellement ou en totalité issu de l’article de Wikipédia en anglais intitulé « Shiromani Gurdwara Parbandhak Committee » (voir la liste des auteurs).
- A Popular dictionnary of Sikhism de W. Owen Cole et Piara Singh Sambhi, édition Curzon, page 73,  (ISBN 0700710485)
- L'Acte sikh sur les Gurdwaras dans Sikhiwiki, l'encyclopédie sikhe